# Дмитриевская церковь (Дурновский)
Дмитриевская церковь (храм Святого Димитрия, храм Димитрия Солунского) — православный храм в станице Дурновской Области Войска Донского (ныне хутор Дурновский Волгоградской области).

## История
Первая деревянная церковь в станице Дурновской во имя великомученника Дмитрия была построена в 1728 году. Когда она обветшала, была выстроена в 1787 году новая деревянная приходская церковь, также однопрестольная — во имя Святого великомученика Дмитрия, освященная в 1788 году. Старую церковь разобрали и продали на хутор Грачёв Котовской станицы. Новая колокольня также была деревянной. Ограды вокруг церкви не имелось. Также не было церковных домов — служители храма жили в домах собственных. Священником с 1789 года был Петров Георгий. Эта церковь сгорела 28 апреля 1884 года, и вместо неё был построен на средства прихожан молитвенный дом. Он был деревянный, без колокольни, покрыт листовым железом. Престол в молитвенном доме один — во имя Святого Великомученика Дмитрия Мироточивого. Колокола размещались на деревянных столбах, покрытых железом. Ограда была каменная, с железной решеткой. Вне ограды имелось деревянное караульное помещение для сторожей, покрытое тёсом. Причт по штату 1885 года состоял из одного священника, одного дьякона и одного псаломщика. Дома у священноцерковнослужителей были собственные, на станичной земле. Молитвенный дом находился от Донской консистории в 420 верстах. Ближайшие к нему храмы: Николаевская церковь станицы Ярыженской — в 7 верстах, Николаевская церковь станицы Аннинской — в 12 верстах и Архангельская церковь хутора Мартиновского — в 8 верстах.
Через десять лет — в 1894 году, была построена новая деревянная церковь, на каменном фундаменте, с такой же колокольней, покрытые листовым железом. Престол в ней снова был один — во имя Святого Великомученника Дмитрия Мироточивого. В приходе было одно светское учебное заведение, которое находилось в ведении Министерства народного просвещения, открытое в 1866 году. Церковно-приходской школы не было. Хутора прихода: Долговой, Головской и Вихлянцева.
В советское время церковь была закрыта и разобрана. В Государственном архиве Волгоградской области имеются документы, относящиеся к этой церкви.